# 井の頭公園バラバラ殺人事件
井の頭公園バラバラ殺人事件（いのかしらこうえんバラバラさつじんじけん）とは、1994年（平成6年）4月23日に東京都武蔵野市・三鷹市に所在する井の頭恩賜公園で発覚したバラバラ殺人事件である。
捜査は難航し、多くの謎を残したまま、2009年（平成21年）4月23日午前0時に公訴時効が成立し、未解決事件となった。

## 事件の概要
1994年4月23日午前、東京都三鷹市にある井の頭恩賜公園のゴミ箱にポリ袋に入った人間の足首が捨てられているのを、猫のエサを探すため偶然ポリ袋を開けた清掃員の女性が発見した。
駆けつけた警察官らが公園一帯を捜索したところ、計27個に切断された手足・胴体の一部が袋に入って7か所のゴミ箱から発見された。袋は小さい穴のある水切り用の黒い袋と半透明の袋の二重になっており、漁師らが使う特殊な方法で固く結ばれていた。
手足の指紋はほぼ全て削り取られていたが、僅かに残っていた指紋とDNAから、被害者は公園の近くに住む一級建築士の男性（当時35歳）と判明した。死因は不明。肋骨の筋肉繊維にわずかな生前出血の跡があった。
目撃証言などから怨恨説や後述の事故遭遇説、遺体の状態が複数人による組織的な犯行や異常性を匂わすことから宗教団体関与説など様々な説が錯綜していた。しかし、被害者の交友関係からは全く犯人像が浮かばず、犯人に結びつく物証や情報が乏しく、2009年4月23日、犯人の特定に至ることなく公訴時効成立を迎えた。犯人の動機など不明な部分が多い事件である。

## 発見された遺体の特徴
切断されていた遺体は、関節や臓器などを無視して長さや太さも揃えられ、電動ノコギリのようなもので20cm間隔に切断されていた。これは、公園内のゴミ箱の投入口サイズである縦20cm、横30cmにほぼ合っていた。
また、血液が一滴残らず完全に抜き取られていた。そういった作業を行うには、一般家庭の設備では給排水が追いつかないほどの大量の水と医学的知識が必要である。さらに、手足の指紋はほぼ全て削り取られていた。遺体の切断方法は少なくとも3パターンあり、複数犯説の根拠の一つになっている。
発見された遺体は体全体の3分の1ほどで、被害者の頭部、胴体の大部分は現在も見つかっていない。残りの遺体は、事件発覚前日の22日に公園のゴミ箱に捨てられ、ゴミ収集車に運ばれ処分されたとする説もある。

## 被害者の足取り・目撃情報
知人と別れた直後の22日午前0時すぎには、被害者によく似た男性が被害者宅の最寄り駅で事件現場近くのJR吉祥寺駅デパート脇で2人の若い男に殴られていたという証言があり、被害者の遺体が発見された当日の23日未明（午前4時頃）には公園内をポリ袋を持って歩く不審な2人組の男が目撃されている。2人組の男はともに30代とみられる。
その他には、失踪したと思われる時間帯（22日未明）に人と車が激突するような物音がしたという情報もあり、交通事故にあった被害者の死体を隠すためにバラバラにしたという見方も出ている。

## マスコミの報道・警察の捜査
事件発生直後は、遺体を切断してゴミ箱に入れるなど奇妙な点が多いことからマスコミの注目を集め報道されたが、事件の3日後の4月26日に名古屋空港で264人の死者を出す中華航空140便墜落事故が発生。マスコミがこの墜落事故を集中報道したことで、バラバラ殺人事件に関する報道が一気に激減した。その後も、新たな情報に乏しいことなどからあまり大きくは報道されなかった。
また、事件の約11ヵ月後にはオウム真理教による地下鉄サリン事件が起きたことから、警視庁捜査一課の本事件の捜査員もオウム真理教事件に招集され捜査本部は解散となり、三鷹署に単独で引き継がれた。その後、捜査一課が本事件を担当することはなかった。

## 週刊誌の情報
被害者は東京都高井戸の某宗教施設に通っていたと噂されていたが、被害者の夫人は困惑しながら否定している。

## 時効から6年後の証言
デイリーニュースオンライン（取材：猪俣進次郎）の記事によると、時効から6年後の2015年、新たな証言が得られた。その証言によると、この事件は「人違い殺人事件」だったかもしれないということである。
当時日本では、兵役を迎えるまでの間の余暇を使ってヒッピー風のにわか露天商生活をする某国からの外国人が急増していた。吉祥寺に倉庫を借りており、この地域の露天商の元締め的存在で、被害者と顔も背格好も年齢も瓜二つの男性（以下Aと記）は、縄張り争いで度々揉め事になっていた外国人露店商を「その筋」と協力して締め出そうとした。ところがその外国人露天商だと思っていた人物は実は某国の特務機関に属する工作員であり、排除計画が漏洩してしまい、結果的にAは逆に彼らに監視され、命を狙われるようになってしまった。そうして都内にある数箇所のビジネスホテルを転々とする逃亡生活の最中にこの事件が起こったといい、事件発生時も都内のビジネスホテルに潜伏していた。被害者の自宅とAの倉庫は近くにあり、A自身、被害者の知人に被害者と間違えられることが度々あり、その間違いを指摘した後も「こんなにそっくりな人がいるなんて……」と驚かれたという。つまり、被害者はAと間違えられて外国人工作員に殺害されたかもしれないということである。

## 関連書籍
- 『心事の軌跡』（1995年） - 被害者の父親が自費出版した。